# Cogo (periodiskt vattendrag i Burundi, Bubanza)
Cogo är ett periodiskt vattendrag i Burundi.   Det ligger i provinsen Bubanza, i den nordvästra delen av landet, 21 kilometer nordost om huvudstaden Bujumbura.
I omgivningarna runt Cogo växer i huvudsak städsegrön lövskog. Runt Cogo är det tätbefolkat, med 308 invånare per kvadratkilometer.